# Lotay Tshering
Lotay Tshering (Dzongkha, 10 de maio de 1969) é um político e médico butanês, que é o atual primeiro-ministro do Butão, no cargo desde 7 de novembro de 2018. Também é presidente do partido Druk Nyamrup Tshogpa desde 14 de maio de 2018.

## Infância e educação
Tshering nasceu em 10 de maio de 1969, em uma família humilde. Ele vem da aldeia de Dalukha, Mewang Gewog, Thimpu.
Recebeu sua educação inicial na Punakha High School e se formou na Sherubtse College. Formou-se na Mymensingh Medical College, na Universidade de Dhaka, Banglades. Concluiu sua pós-graduação em cirurgia pela Universidade Médica Bangabandhu Sheikh Mujib, em Dhaka, Bangladesh. Em 2007, estudou Urologia na Faculdade de Medicina de Wisconsin, Estados Unidos, com uma bolsa da Organização Mundial da Saúde. Ao retornar ao Butão, foi o único urologista treinado em seu país.
Em 2010, ele obteve uma bolsa de estudos em Endourologia no Hospital Geral de Singapura, Singapura e Universidade de Okayama, Japão. Recebeu o título de Mestre em Administração de Empresas pela Universidade de Camberra, na Austrália, em 2014.

## Vida pessoal
Tshering é casado com uma médica, Ugyen Dema. O casal tem uma filha. Durante sua estadia no Hospital de Referência Regional Mongar, ele adotou uma menina e um menino.

## Carreira profissional
Tshering atuou como cirurgião consultor no JDWNRH e no Hospital Regional de Referência de Mongar, e também atuou como urologista consultor no JDWNRH por 11 anos.

## Carreira política
Tshering contestou a eleição da Assembleia Nacional de 2013, mas seu partido foi derrotado na eleição principal.
Em 14 de maio de 2018, Tshering recebeu 1.155 votos e foi eleito presidente da Druk Nyamrup Tshogpa (DNT) apenas cinco meses antes da terceira eleição na Assembleia Nacional.
Foi eleito para a Assembleia Nacional do Butão como candidato da DNT do distrito eleitoral de Thimphu do Sul na eleição de 2018, recebendo 3.662 votos, derrotando Kinley Tshering, candidato do DPT.
Seu partido conquistou o maior número de cadeiras na eleição da Assembleia Nacional de 2018, levando Tshering à presidência e Druk Nyamrup Tshogpa ao governo pela primeira vez.

### Primeiro Ministro
Em 7 de novembro de 2018, substituiu Tshering Tobgay e foi empossado como terceiro Primeiro Ministro democraticamente eleito do Butão.
Em 27 de dezembro de 2018, foi à Índia (visita de três dias) em sua primeira viagem ao exterior depois de assumir o cargo.

## Prêmios
- 1991: Medalha de Ouro Padre William Mackey pela excelência acadêmica em Sherubtse.[23]
- 2005: Prêmio Herói da Compaixão, da Unsung, pelo 14º Dalai Lama.[24]
- 2017: Recebeu a Medalha da Ordem dos Amados do Trovão (Druk Thuksey) pelo rei Jigme Khesar Namgyel Wangchuck por seu "serviço altruísta e dedicado ao Tsawa-Sum (nosso rei, nosso país e nosso povo)".[23]
- 2018: Lenço laranja real pelo rei Jigme Khesar Namgyel Wangchuck.[25]